# Batalha Naval da Guiné
A batalha naval da Guiné foi o choque naval entre  a frota portuguesa e a frota castelhana no contexto da Guerra da Sucessão de Castela, que teve lugar em 1478 perto de São Jorge da Mina (na costa atlântica da Guiné). 
Os reis castelhanos haviam preparado duas frotas: uma para o comércio na costa guineense e uma outra que visava a conquista da Grande Canária. As duas frotas partiram juntas de Sanlúcar de Barrameda até às ilhas Afortunadas, onde se separaram. A chegada de uma esquadra naval de Portugal provocou a fuga do contingente castelhano para as Canárias, que por isso não conseguiu estabelecer-se efectivamente na ilha. Os portugueses, entretanto, não foram capazes de desembarcar na Gran Canaria pelo que decidiram voltar para Portugal. Durante o percurso conseguiram capturar vários navios carregados com provisões castelhanas, pelo que decidiram mudar o rumo em direcção à Guiné, onde era possível um desembarque castelhano. 
A frota castelhana e outros navios mercantes chegaram a São Jorge da Mina sem qualquer problema ou resistência por parte dos portugueses, arrecadando grandes quantidades de ouro e objectos diversos. No entanto, a ganância excessiva do representante comercial da coroa espanhola fez ficar lá por vários meses a frota castelhana o que a levou ao encontro da frota portuguesa. Os espanhóis, enfraquecidos por doenças tropicais, foram atacados de surpresa, sendo derrotados e feitos prisioneiros em Lisboa. 
Graças ao ouro conseguido com esta vitória, foi possivel ao rei Afonso V relançar a guerra por terra contra Castela. Após o acordo de paz no ano seguinte, o resultado da batalha naval da Guiné foi, provavelmente, decisivo para Portugal por ganhar uma favorável divisão do Atlântico, e a hegemonia do mesmo.

## Antecedentes

### Preparativos castelhanos
No começo de 1478, os reis Católicos começaram a preparar no porto de Sanlúcar duas frotas: uma para comercializar e expulsar os portugueses de São Jorge da Mina e outra que visava a conquista da ilha da Grande Canária.

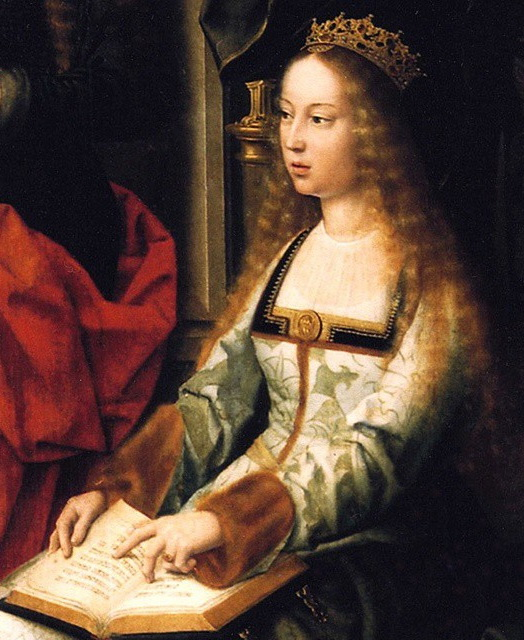
Rainha Isabel I de Castela

De acordo com o cronista castelhano Alfonso de Palencia a frota que tinha como alvo o controlo do Golfo da Guiné teria 11 navios e o das ilhas Canárias 25 navios. As duas armadas saíram juntas da Andaluzia para se protegerem mutuamente separando-se apenas quando chegaram as ilhas Afortunadas. Um outro cronista castelhano, Fernando del Pulgar, afirmava que a frota da com destino a São Jorge da Mina era formada por 35 navios (talvez Fernando del Pulgar tivesse confundido com o número da soma das duas frotas, pois ambas as frotas saíram do porto juntas; seria muito improvável o envio de tantos navios para tomar um alvo tão remoto e com resistência esporádica como as feitorias portuguesas da Guiné uma vez que essa resistência seria apenas de embarcações vindas de Portugal, que seriam enviadas sob a forma de armadas organizadas).
Os comandantes militares responsáveis pela conquista da Grande Canária eram Juan Rejón e Juan Bermúdez. O comandante da frota da frota da Guiné seria Juanoto Boscá (não há certezas quanto ao comandante da frota da Guiné). De modo a garantir os lucros para a coroa castelhana depois do presumível sucesso da frota, Isabel I de Castela decretou que os navios da coroa de Castela teriam prioridade na venda dos produtos vindos da Guiné em relação a outros navios mercantes.

### A reacção portuguesa

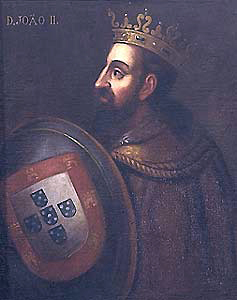
D.João II, na altura príncipe João.

O príncipe João (futuro João II de Portugal), ciente dos planos castelhanos, preparou e organizou uma frota rapidamente de modo a surpreender os seus inimigos castelhanos nas Canárias. No entanto o envio desta mesma frota para o Golfo da Guiné era impossível devido a falta de provisões. Rui de Pina diplomata português, nomeara Jorge Correa e Mem Palha os comandantes da frota, sendo esta responsabilidade repartida entre os dois.

### O Combate nas Canárias
As duas frotas castelhanas saíram juntas de Sanlúcar de Barrameda, provavelmente em Abril de 1478. Após terem feito uma paragem em Cádis, rumaram até à costa mauritana chegando à mesma a 4 de Maio, e de lá para a Grande Canária, onde atracou num porto seguro.  
A frota castelhana com destino a São Jorge da Mina continuou a viagem agregada, mas a com destino às Canárias devido a acção da frota portuguesa foi dispersada imediatamente após à chegada. Como uma parte da expedição castelhana às Canárias foi dedicada a captura de escravos e urzela, apenas 300 soldados castelhanos desembarcaram na Grande Canária. A quanto da chegada de uma embarcação enviada por Fernando II de Aragão com o aviso da eminência da chegada portuguesa, o grosso da frota castelhana com os restantes 1000 soldados (cerca) retirou-se para alto mar.
Os portugueses aquando da chegada às Canárias com uma frota de 20 navios e 1600 soldados, acabariam por desembarcar em Porto de Sardina, na Grande Canária para em cooperação com a população autóctone, os Guanches, derrotarem os restantes soldados castelhanos que desembarcaram.
No entanto, a 27 de Julho, a chegada de uma tempestade acabou por impedir o fácil desembarque dos soldados portugueses, facto que foi aproveitado pelos andaluzes (a maioria da frota castelhana era composta por andaluzes), que iniciaram uma intensa actividade defensiva que acabou por impedir a manobra portuguesa. Depois de cinco dias de tentativas, os portugueses acabaram por cessar as manobras e retiraram-se de novo para o oceano. No entanto, ao passarem pelas ilhas vizinhas a Grande Canária os portugueses acabaram por avistar forças castelhanas que se encontravam a procura de guanches para escravizar. Em pequeno numero e bastante dispersos os soldados castelhanos (cerca de 200) acabaram por ser facilmente capturados e levados para Portugal em cinco embarcações.
No entanto a captura destes soldados não foi o principal prémio. Com eles foram também capturadas várias embarcações (não é possível precisar o numero de embarcações mas pode supor-se que seriam carracas bem armadas visto terem permitido aos portugueses prosseguir para o golfo da Guiné)(Os dados estão muito mal corroborados) 
Os restantes soldados castelhanos acabariam por sobreviver na Grande Canária praticamente um ano até a chegada de uma nova frota